# 偶発的近親相姦
偶発的近親相姦（ぐうはつてききんしんそうかん）とは、近親相姦であると考えられるような親族同士であると気付いていなかった人同士の性行為または結婚。2人の血縁関係にある人が大人として会い、性的に引き寄せられる現象はジェネティック・セクシュアル・アトラクションとして知られている。
多くの管轄の法律は、たとえ血縁関係を知らずに入籍したとしても、近親相姦となる結婚を無効にする。近親関係が疑われる場合には、遺伝子診断を用いることができる。いくつかの管轄区域では、体外受精目的で提供された配偶子の提供記録や養子縁組記録へのアクセスを許可している。

## 要因
人々は、多くの状況で自分たちの間の親族関係を知らない可能性がある。例えば、匿名で寄贈された精子を用いた人工授精では、生物学的な父親または半血兄弟姉妹が誰なのか分からない。不妊治療のクリニックでは、通常、ドナーの精子が使用される回数を制限している。いくつかの国では、ドナーが父親となれる子供の数を制限する法律がある。一方、ある家族が本当の兄弟姉妹を持てるようにするため、家族の数に基づいて精子の寄付を制限している場合もある。
台湾は、人工的手段によって出生した人に、結婚を考えている相手と近親関係があるかどうかを知ることを許可している。
以下の状況では、偶発的近親相姦が発生することがある。
- 出生時に家族と離れた子供たち
- 捨て子[5]
- 不特定多数との性交

## 注目すべき事例
- 2008年には、出生時に分離されたイギリスの双子の兄妹が近親関係であることを知らずに結婚したことが、報告された。報告書によると、結婚式の直後に近親関係が発見され、婚姻は無効となった。この一件は、養子縁組を秘密にしておくべきかどうかという問題を提起している[6][7]。
- 5年間一緒に暮らし、子供を期待していた南アフリカの婚約カップルは、結婚式の直前に兄妹であることを知った。別々に育てられて大学で成人として会った後、結婚式の直前に両親が出会ったことから発覚し、婚約は破棄された[8]。